# 則武 (名古屋市)
則武（のりたけ）は、愛知県名古屋市中村区の地名。現行行政地名は則武一丁目及び則武二丁目と則武町。住居表示実施済み。則武町は中村区と西区に存在し、3つの小字が設置されている。

## 地理
名古屋市中村区の東部に位置する。則武一丁目および二丁目は、東に椿町、西に則武本通、南に竹橋町、北に亀島に接する。
中村区則武町は、字八幡が松原町5丁目に囲まれたごく僅かな区画が残存する。
西区則武町は、字井深と字向江が名鉄名古屋本線とJR東海道本線の線路用地に残存し、東に則武新町三丁目、西に中村区井深町、南に牛島町、北に桃ノ木町1丁目が接する。

### 字一覧
則武町とその前身である則武村の小字は以下の通り。
以下の表において、
- 消滅した字については背景色    で示す。
- 現存する字のうち西区に所在するものには■を、中村区に所在するものには★を付した。
- 括弧内には読みを示す。

| 字                       | 字                       |
| ------------------------ | ------------------------ |
| 池田（いけだ）           | 稲ブラ（いなぶら）       |
| 井深（いぶか）■          | 牛島（うししま）         |
| 大秋浦（おおあきうら）   | 大和田（おおわだ）       |
| 御台所（おだいどころ）   | 御廻（おまわり）         |
| 上ノ宮（かみのみや）     | 亀島（かめしま）         |
| 北浦（きたうら）         | 北土井（きたどい）       |
| 北畑（きたばた）         | 香箱（こうばこ）         |
| 郷廻（ごうまわり）       | 五反田（ごたんだ）       |
| 小籔（こやぶ）           | 権現（ごんげん）         |
| 栄前（さこまえ）         | 十王（じゅうおう）       |
| 新堀（しんほり）         | 捨杁（すていり）         |
| 外郷（そとごう）         | 茶ノ木畑（ちゃのきばた） |
| 長筬（ながおさ）         | 中田（なかた）           |
| 中廻（なかまわり）       | 長割（ながわり）         |
| 野畑（のばた）           | 西廻（にしまわり）       |
| 西廻上（にしまわりかみ） | 二反田（にたんだ）       |
| 八幡（はちまん）★        | 原寺（はらてら）         |
| 菱池（ひしいけ）         | 藤の宮（ふじのみや）     |
| 前田面（まえためん）     | 松原（まつばら）         |
| 南栄前（みなみさこまえ） | 向江（むかえ）■          |
| 村前（むらまえ）         | 柳畑（やなぎはた）       |
| 輪ノ内（わのうち）       |                          |

## 歴史
前身である則武村は、明治期に愛知郡中野高畑村・中島村・大秋村の3村が合併して成立した村で、名古屋市編入後は則武町となったが大部分が町名整理により他の町名に編入された。
現行の則武一丁目および二丁目は、大部分が江戸期まで中野高畑村であった地域にあたる。中野高畑村は現在の則武・亀島・松原町まで広がっていた村で、南に隣接する中島村が中央部に突出していたため集落が東西に分かれていた。東の集落を「高畑」、西の集落を「中野」と呼んでいたという。

### 町名の由来
中世に「則武」と称されていたことによる。当地を治めていた人名に由来するとされるが、定かではない。
地名は鎌倉時代には既に見え、1320年（元応2年）に愛智頼貞が安堵した地として「尾張国愛智郡則武名」が史料上に現れる。また、翌1321年（元亨元年）付の史料に「尾張国成武郷」とある。1446年（文安3年）付の『北野社松林坊所領注進状写』に「則武北一色」、1511年（永正8年）付の石山寺所蔵礼札に「尾張州愛智郡則武郷五女子」とあり、中村区南東部から中川区五女子・北一色町あたりまでが「則武郷」と呼ばれていたらしい。なお近世以降の史料では「則武庄」と呼称されている。

### 行政区画の変遷

#### 則武町
- 1878年（明治11年）12月28日 - 愛知郡中島村・中野高畑村・大秋村が合併し、同郡則武村が成立。このとき、一部が名古屋市西区に編入される[3]。
- 1889年（明治22年）10月1日 - 合併により、愛知郡鷹場村大字則武となる[3]。
- 1906年（明治39年）5月10日 - 合併により、愛知郡中村大字則武となる[3]。
- 1921年（大正10年）8月22日 - 合併により、名古屋市西区則武町となる[3]。
- 1934年（昭和9年）6月1日 - 一部が中区に編入され、同区則武町が成立[3]。
- 1937年（昭和12年）10月1日 - 西区則武町の一部が中村区に編入され、同区則武町が成立[3]。また、中区則武町は中村区に編入され、同区則武町に合流[3]。
- 1940年（昭和15年）5月18日 - 中村区米野町・牧野町の各一部が同区則武町に編入される[3]。
- 1981年（昭和56年）4月29日 - 西区則武町の一部が則武新町三丁目・名駅二丁目にそれぞれ編入され、鉄道敷地にあたる部分のみを残す[4]。
- その他、中村区則武町は、椿町・竹橋町・若宮町・則武一丁目・則武二丁目・鷹羽町・則武本通・中島町・名楽町・賑町・羽衣町・大門町・寿町・日吉町・道下町・鳥居通・上ノ宮町・本陣通・森田町・十王町・大日町・佐古前町・井深町・藤ノ宮通にそれぞれ編入される[3]。
- 西区則武町は、名駅一丁目・江西町・牛島町・則武新町・輪ノ内町・中村区広井町にそれぞれ編入されている[4]。

#### 則武一丁目・則武二丁目
- 1974年（昭和49年）8月11日 - 中村区則武一丁目が同区則武町・鷹羽町・則武本通の各一部により、同区則武二丁目が同区則武町・鷹羽町・椿町・則武本通の各一部によりそれぞれ成立[3]。

## 世帯数と人口
2019年（平成31年）2月1日現在の世帯数と人口は以下の通りである。
| 丁目       | 世帯数    | 人口    |
| ---------- | --------- | ------- |
| 則武一丁目 | 782世帯   | 1,126人 |
| 則武二丁目 | 1,106世帯 | 1,539人 |
| 計         | 1,888世帯 | 2,665人 |

### 人口の変遷
国勢調査による人口の推移
| 1995年（平成7年）  | 2,571人 | [ WEB 7 ]  |  |
| 2000年（平成12年） | 2,492人 | [ WEB 8 ]  |  |
| 2005年（平成17年） | 2,303人 | [ WEB 9 ]  |  |
| 2010年（平成22年） | 2,698人 | [ WEB 10 ] |  |
| 2015年（平成27年） | 2,488人 | [ WEB 11 ] |  |

## 学区
市立小・中学校に通う場合、学校等は以下の通りとなる。また、公立高等学校に通う場合の学区は以下の通りとなる。なお、小・中学校は学校選択制度を導入しておらず、番毎で各学校に指定されている。
| 丁目       | 小学校                                      | 中学校                                    | 高等学校 |
| ---------- | ------------------------------------------- | ----------------------------------------- | -------- |
| 則武一丁目 | 名古屋市立ほのか小学校                      | 名古屋市立笈瀬中学校                      | 尾張学区 |
| 則武二丁目 | 名古屋市立牧野小学校 名古屋市立ほのか小学校 | 名古屋市立黄金中学校 名古屋市立笈瀬中学校 | 尾張学区 |

## 交通
- 環状線（名古屋市道名古屋環状線）
- 清正公通
- 駅西銀座通（名古屋駅西銀座商店街）

## 施設

### 則武一丁目

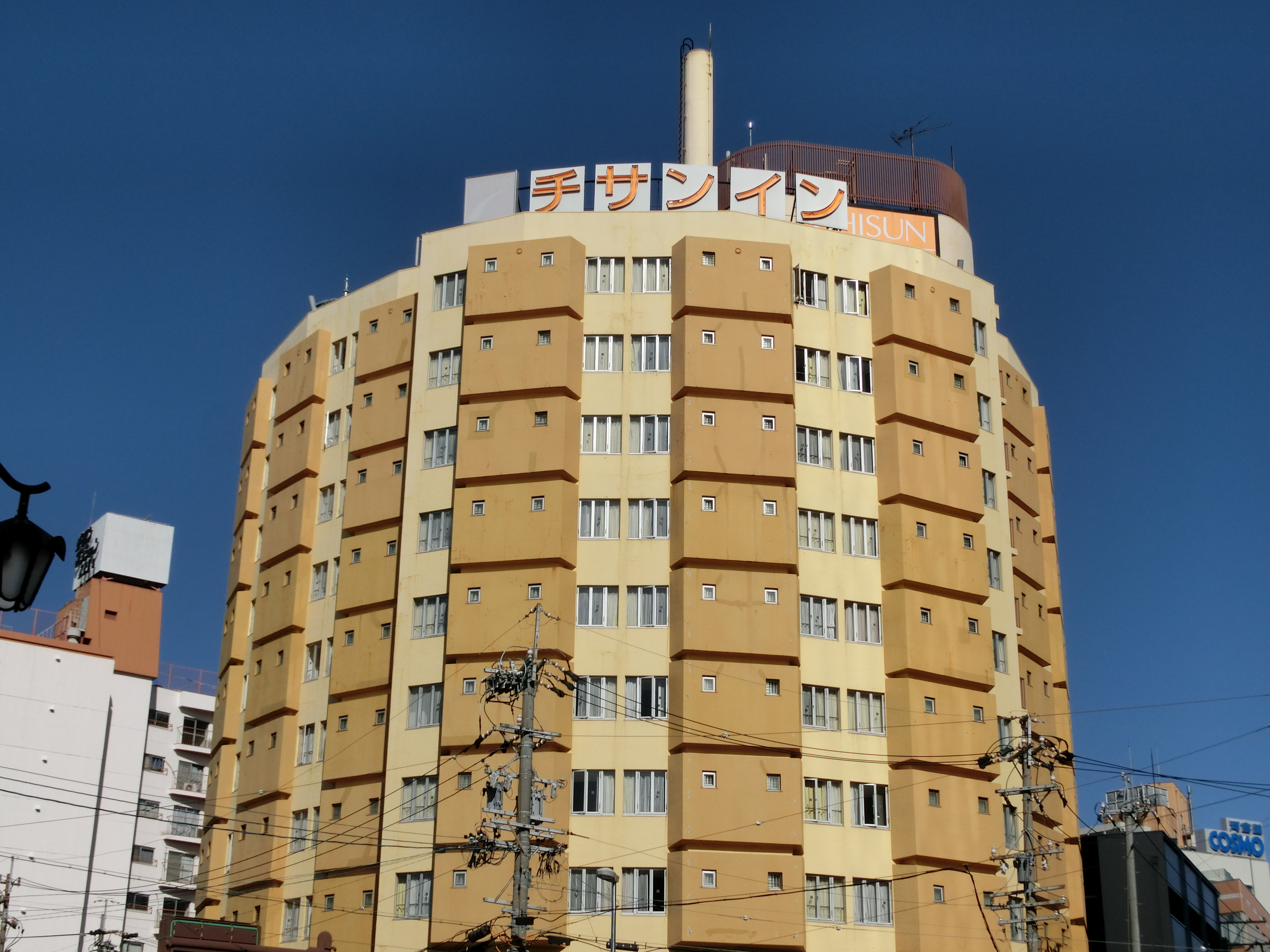
チサン イン 名古屋
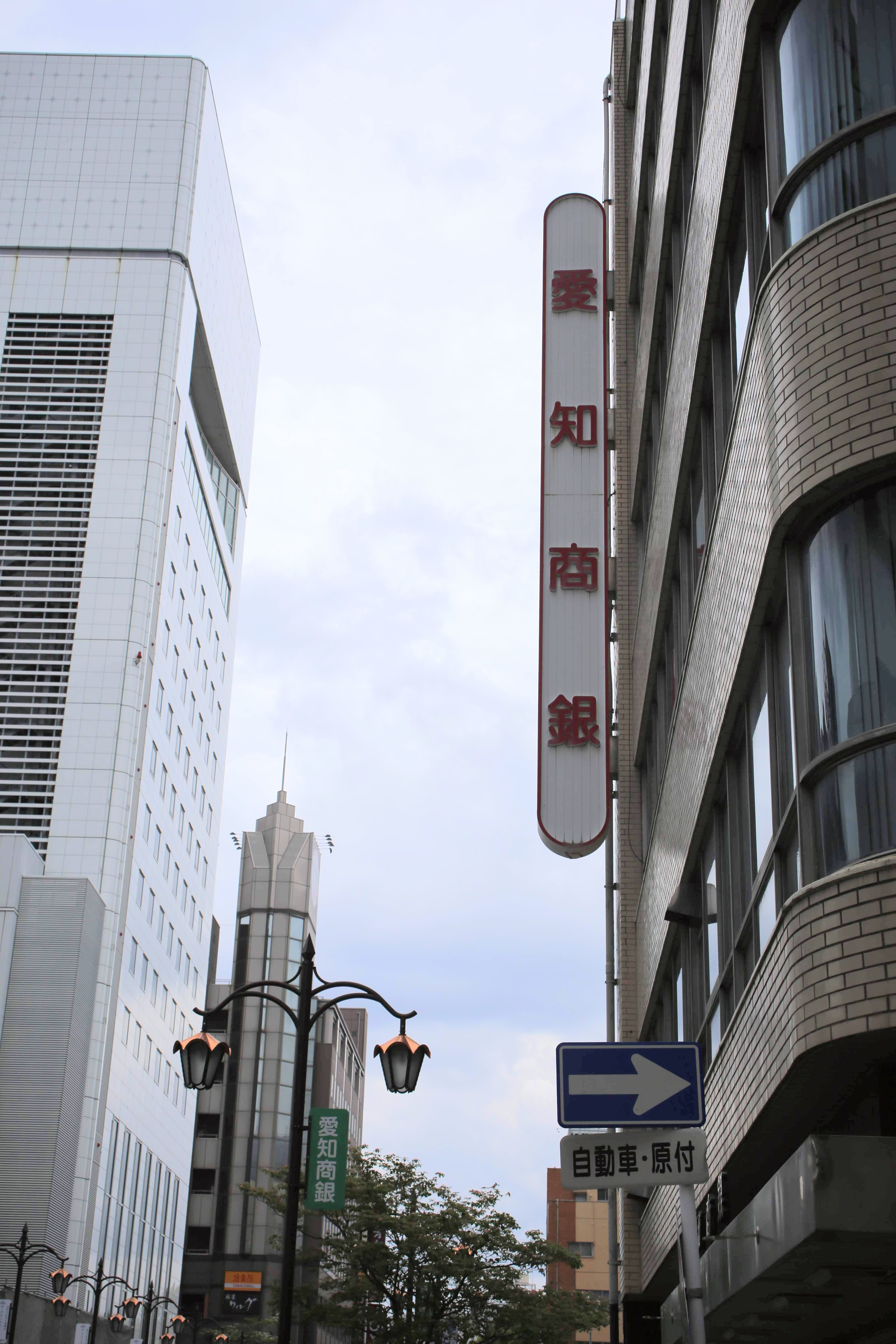
信用組合愛知商銀本店
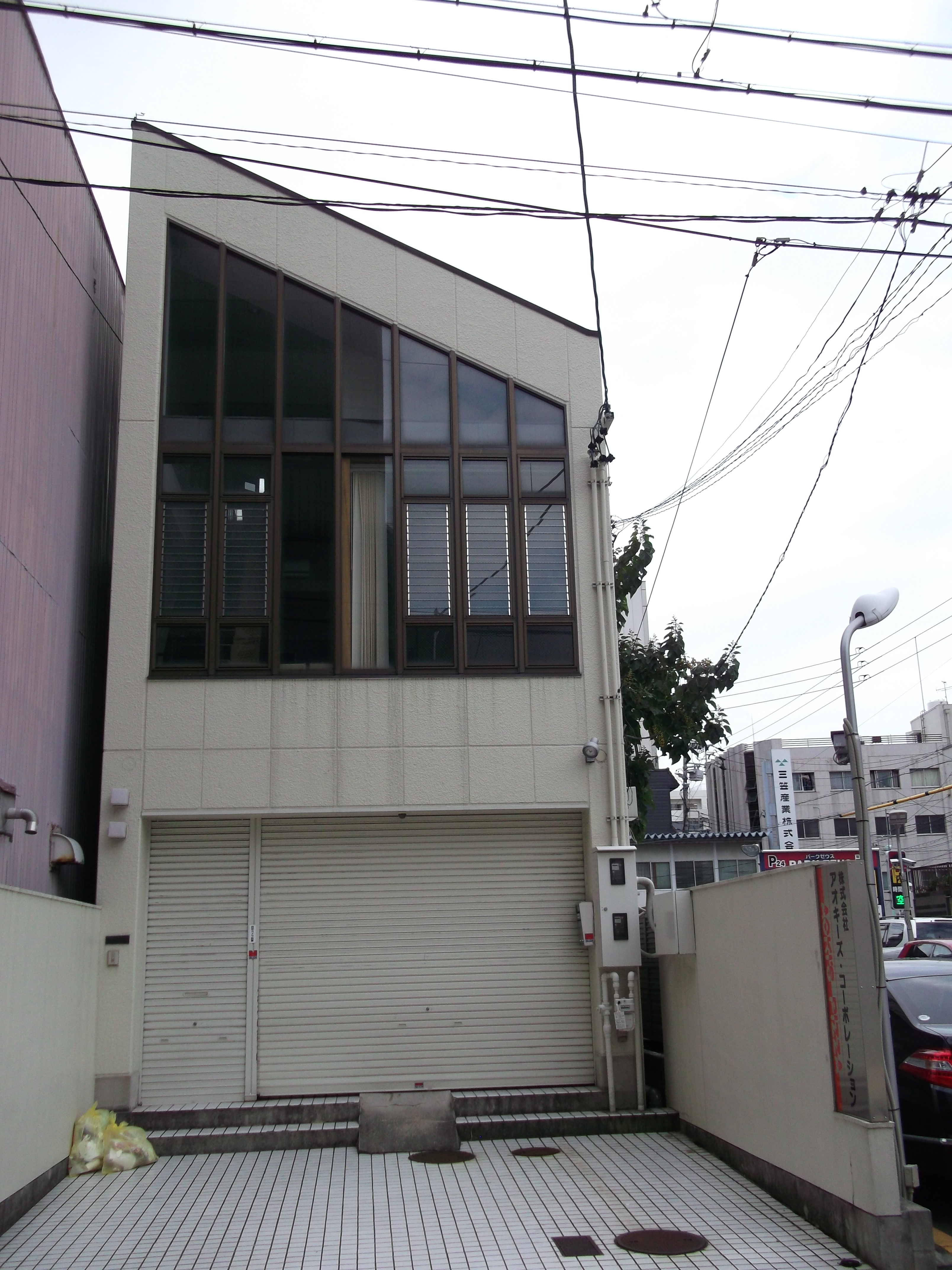
アオキーズ・ピザ本社

- チサン イン 名古屋
- 愛知商銀本店
- アオキーズピザ本社

### 則武二丁目
- 中村消防署 椿出張所
- 名古屋椿郵便局
- 水野神社
- 椿神明社
- 則武コミュニティセンター
- 同朋学園知文会館

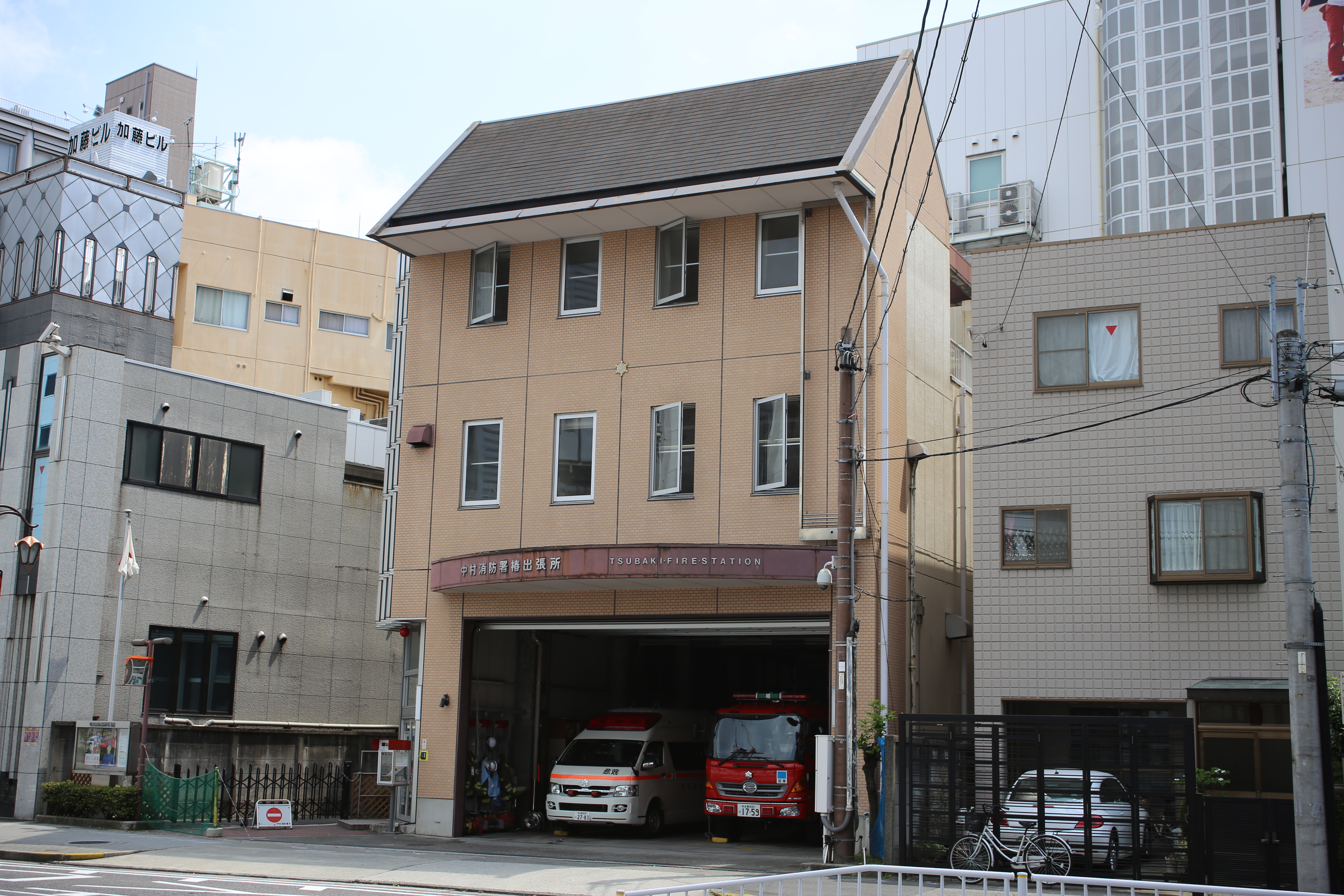
名古屋市中村消防署椿出張所
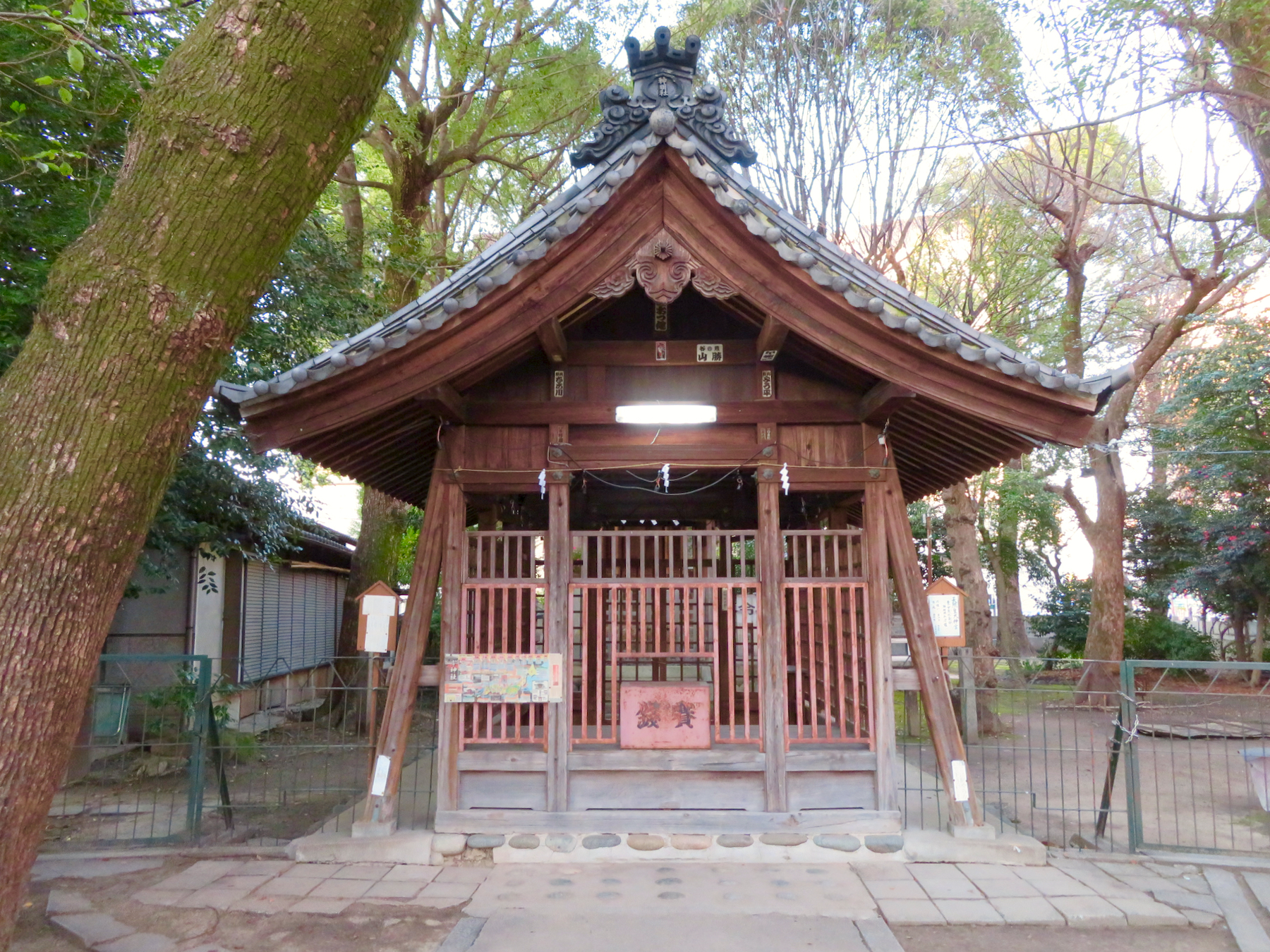
椿神明社
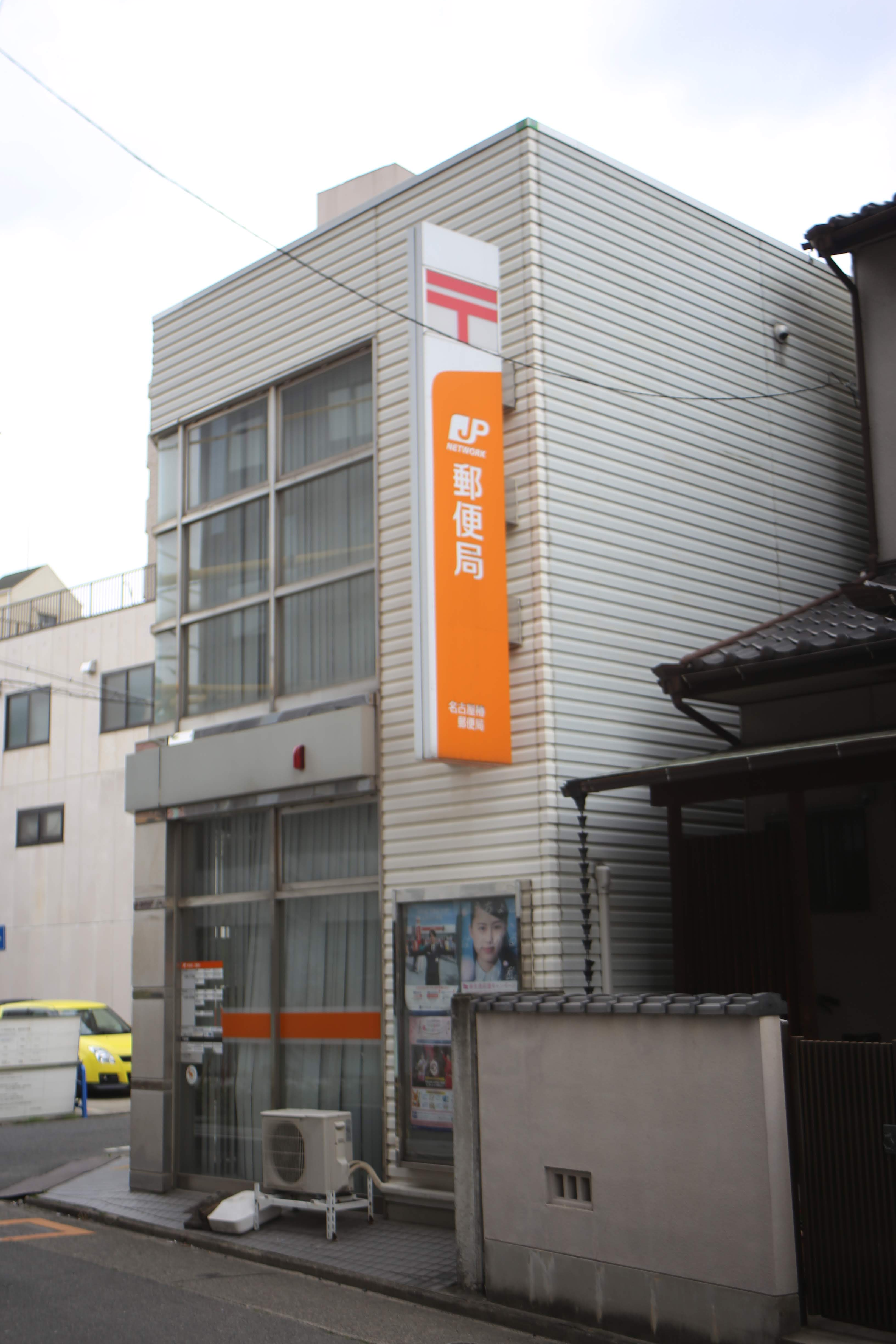
名古屋椿郵便局

## その他

### 日本郵便
- 郵便番号 : 453-0014[WEB 3]（集配局：中村郵便局[WEB 14]）。